# HZ Волка
HZ Волка (лат. HZ Lupi), HD 133652 — кратная звезда в созвездии Волка на расстоянии приблизительно 394 световых лет (около 121 парсека) от Солнца. Возраст звезды определён как около 31,6 млн лет.

## Характеристики
Первый компонент (WDS J15066-3055A) — бело-голубая вращающаяся переменная звезда типа Альфы² Гончих Псов (ACV) спектрального класса A0pSi, или A0pSiCr, или A0p, или B8:pSiCr, или B9Si. Видимая звёздная величина звезды — от +6,03m до +5,96m. Масса — около 2,999 солнечных, радиус — около 2,562 солнечных, светимость — около 104,713 солнечных. Эффективная температура — около 13150 K.
Второй компонент (WDS J15066-3055B). Видимая звёздная величина звезды — +9,91m. Масса — около 1,11 солнечной. Удалён на 0,4 угловой секунды.
Третий компонент — красный карлик спектрального класса M. Масса — около 84,08 юпитерианских (0,08026 солнечной). Удалён на 2,157 а.е..
Четвёртый компонент (WDS J15066-3055C). Видимая звёздная величина звезды — +14,05m. Удалён на 3,5 угловых секунды.